# Robert Cover
Robert M. Cover (Boston, 30 de julio de 1943 - Middletown, 18 de julio de 1986) fue un profesor de Derecho, académico y activista que enseñó en la Escuela de Derecho Yale desde 1972 hasta su temprano fallecimiento a los 42 años, en 1986. Prestó fuerte apoyo a la campaña de desinversión en los emprendimientos financieros vinculados con el apartheid sudafricano. Se interesó también en la historia social y legal judía. Fue calificado como "uno de los juristas más brillantes de su generación".

## Primeros años, formación y carrera académica
Nació en Boston, Massachusetts, en 1943, hijo de Martha y Jacob Cover. Se casó en 1967 con Diane Bornstein Cover, con quien tuvo un hijo y una hija. Obtuvo su B.A. en la Universidad de Princeton en 1965 y su LL.B. en la Facultad de Derecho de la Universidad de Columbia en 1968; en esa institución enseñó hasta 1971. En 1972 se unió al cuerpo de profesores de la Escuela de Derecho Yale. En 1982 fue nombrado profesor titular de la cátedra "Chancellor Kent" de Derecho e Historia Legal de la Universidad de Columbia.

## Principales obras
Entre sus trabajos más conocidos se cuentan "La justicia acusada: antiesclavismo y proceso judicial", "La violencia y la palabra" y "Nomos y narración".
En "Nomos y narración" sostiene: "habitamos un nomos - un universo normativo. Constantemente creamos y mantenemos un mundo de lo correcto y lo incorrecto, de lo lícito y lo ilícito, de lo válido y lo nulo". Explica que el universo normativo se mantiene unido por la fuerza de esfuerzos interpretativos, algunos pequeños y privados, otros enormes y públicos. Estos esfuerzos -los oficiales y los otros- realmente determinan qué significa el derecho y qué debe ser el derecho. Si existieran dos órdenes legales con idénticos preceptos legales y con idénticos patrones predecibles de fuerza pública, de todos modos se diferenciarían en significado, si, en uno de esos órdenes, los preceptos fueran venerados universalmente mientras que en el otro fueran vistos por muchos como fundamentalmente injustos. Por consiguiente, "las normas y principios de justicia, las instituciones formales de la ley y las convenciones de un orden social son, sin dudas, importantes para ese mundo; son sin embargo no más que una pequeña parte del universo normativo que debería llamar nuestra atención. Ningún conjunto de instituciones o preceptos legales existe fuera de las narraciones que lo ubican y le dan significado. Una vez entendido en el contexto de las narrativas que le dan significado, el derecho se convierte no en meramente un sistema de reglas a ser observadas, sino en un mundo en el que vivimos".
En su artículo más famoso, "La violencia y la palabra", escribe: "la interpretación legal tiene lugar en un campo de dolor y muerte. Esto es cierto en varios sentidos. Los actos de interpretación legal signan y ocasionan la imposición de violencia sobre otros: un juez articula su forma de entender un texto y como resultado alguien pierde su libertad, su propiedad, sus hijos, incluso su vida. Las interpretaciones de la ley también constituyen justificaciones para la violencia que ya ha sucedido o está por suceder. Cuando los intérpretes han terminado su trabajo, frecuentemente dejan atrás víctimas cuyas vidas han sido arrasadas por estas prácticas sociales organizadas de violencia. Ni la interpretación legal ni la violencia que ocasiona pueden ser adecuadamente entendidas la una sin la otra". Concluye: "el perpetrador y la víctima de violencia organizada experimentarán experiencias con significados álgidamente diferentes. Para el perpetrador, el dolor y el miedo son remotos, irreales y mayormente no compartidos. Por lo tanto, casi nunca pasan a formar parte del artefacto interpretativo, como es el caso de la opinión judicial. Aparte, para los que imponen la violencia la justificación es importante, real y cuidadosamente cultivada. Por su lado, para la víctima, la justificación para la violencia disminuye en realidad y significación en proporción a la abrumadora realidad del dolor y el miedo que se sufren. Entre la idea y la realidad del significado común cae la sombra de la violencia de la ley, por sí misma".
También publicó la nota "Examen de béisbol jurídico" en la página de editorial del New York Times del 5 de abril de 1979, en el que compara en tono de broma a los jueces de la Suprema Corte con jugadores de béisbol. El artículo se incluyó al final de una recopilación titulada "Narración, violencia y Derecho: los ensayos de Robert Cover", publicada en 1992 por la editorial de la Universidad de Míchigan.